# Exalaria parviflora
Exalaria parviflora là một loài thực vật có hoa trong họ Lan. Loài này được (C.Presl) Garay & G.A.Romero mô tả khoa học đầu tiên năm 1999.